# Albert Giraud

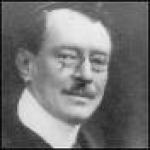
Albert Giraud (um 1890)

Albert Giraud, geboren als Emile Albert Kayenbergh (* 23. Juni 1860 in Leuven; † 26. Dezember 1929), war ein belgischer Autor, der Gedichte in französischer Sprache verfasste.

## Leben
Giraud studierte Jura an der Universität Löwen, die er ohne Abschluss verließ. Er widmete sich dem Journalismus und der Dichtung. 1885 wurde er Mitglied von La Jeune Belgique (Das junge Belgien), einer belgischen nationalistischen Literaturbewegung, die sich im Café Sésino in Brüssel traf. Giraud wurde Chefbuchhalter des belgischen Innenministeriums.
Giraud war ein Dichter des Symbolismus. Zu seinen bekannteren symbolistischen Dichtungen zählen Pierrot lunaire: Rondels bergamasques (1884), ein Gedichtszyklus basierend auf der Commedia-dell’arte-Figur des Pierrot, und La Guirlande des Dieux (1910).

## Werke
- Pierrot Lunaire: Rondels Bergamasques (1884)
- Hors du Siècle (Gedichte, verfasst zwischen 1885 und 1897)
- Le concert dans la musée (1921)

## Vertonungen von Pierrot Lunaire
Arnold Schönberg komponierte aus 21 Gedichten aus Pierrot Lunaire in einer freien deutschen Übertragung von Otto Erich Hartleben eine innovative atonale Musik. Der bekannte Teil Nacht aus Pierrot Lunaire wurde 2009 erneut als Vorlage für atonale Musik genommen und in einer preisgekrönten Filminterpretation modern umgesetzt.
Weitere Vertonungen des Gedichtzyklus in der Fassung von Hartleben stammen von Ferdinand Pfohl (Mondrondels für eine Singstimme und Pianoforte, 1891), Max Marschalk (2 Rondels, gesungen bei der Otto-Erich-Hartleben-Gedenkfeier 1905) und Max Kowalski (6 Gedichte op. 4, 1913).